# Ouratea poeppigii
Ouratea poeppigii är en tvåhjärtbladig växtart som beskrevs av Van Tiegh.. Ouratea poeppigii ingår i släktet Ouratea och familjen Ochnaceae. Inga underarter finns listade i Catalogue of Life.